# Steven Van Zandt
Steven Van Zandt (nascut el 22 de novembre de 1950) és un músic, autor, productor, actor i discjòquei de ràdio nord-americà, que també utilitza els malnoms de Little Steven o Miami Steve. Forma part de l'E Street Band, on toca la guitarra i la mandolina. També ha fet d'actor en sèries de televisió com The Sopranos (1999–2007) i Lilyhammer (2012-2014). Van Zandt també va tenir un grup anomenat "Little Steven and The Disciples of Soul" durant els anys 1980. El 2014, Van Zandt va entrar al Rock and Roll Hall of Fame com a membre de l'E Street Band.

## Primers anys
Steven Van Zandt va néixer el 22 de novembre de 1950 a Boston, Massachusetts. El seu nom de naixement era Steven Lento, i és d'ascendència sud-italiana (el seu avi era de Calàbria i els pares de la seva àvia eren napolitans).
La seva mare, Mary Lento, es va tornar a casar quan era petit, i Steven va agafar el nom del seu padrastre, William Van Zandt. La família va anar a viure a Middletown Township, Nova Jersey quan tenia set anys.
Steven Van Zandt va descobrir la música de ben petit, quan va aprendre a tocar la guitarra. A mitjans dels anys 1960, Steven va tocar al seu primer grup. Van Zandt explica que Dave Clark Five van ser de les primeres influències.
L'actor, dramaturg i productor Billy Van Zandt és germanastre seu.

## Carrera

### En grups
Van Zandt va créixer en l'escena musical de la costa de Nova Jersey, i va ser amic i company de grup de Bruce Springsteen abans que existís l'E Street Band. A principis dels anys 70, feia de guitarrista a sou en diferents grups, alguns amb en Bruce.
Va ser cofundador del grup Southside Johnny and the Asbury Jukes. Van Zandt va ajudar a establir l'estil rhythm and blues del grup. També va produir els tres primers, i millors, àlbums que va publicar el grup. En total, Van Zandt va escriure bona part de la música de Southside i va ser força responsable del seu èxit.
Van Zandt va començar a alternar entre fer cançons per Southside Johnny and the Asbury Jukes i per l'E Street Band. El 1975, durant les sessions de gravació de Born to Run, Springsteen – sense idees (segons Dave Marsh, l'autor de la biografia de Springsteen Born To Run) per als arranjaments de la part de metall de "Tenth Avenue Freeze-Out" – va demanar ajudar a Van Zandt, pel seu coneixement enciclopèdic de la música soul. Al documental Wings for Wheels, Springsteen va revelar que Van Zandt fou responsable parcial de la partitura de la guitarra de la cançó "Born to Run"; "Probablement, la contribució més gran de Steve a la meva música". Abans d'això, Van Zandt només havia ajudat a Springsteen a escriure material per al grup. Al final, Van Zandt va acabar formant part de l'E Street Band enmig de la gira de Born to Run.
En aquells primers anys, Van Zandt feia bona part de la feina de guitarra principal del grup als concerts, com es pot veure al DVD del concert de 1975. El 1984, Van Zandt va plegar de l'E Street Band. S'hi havia apuntat per veure l'èxit de Bruce Springsteen, i quan el grup el va aconseguir, va plegar.

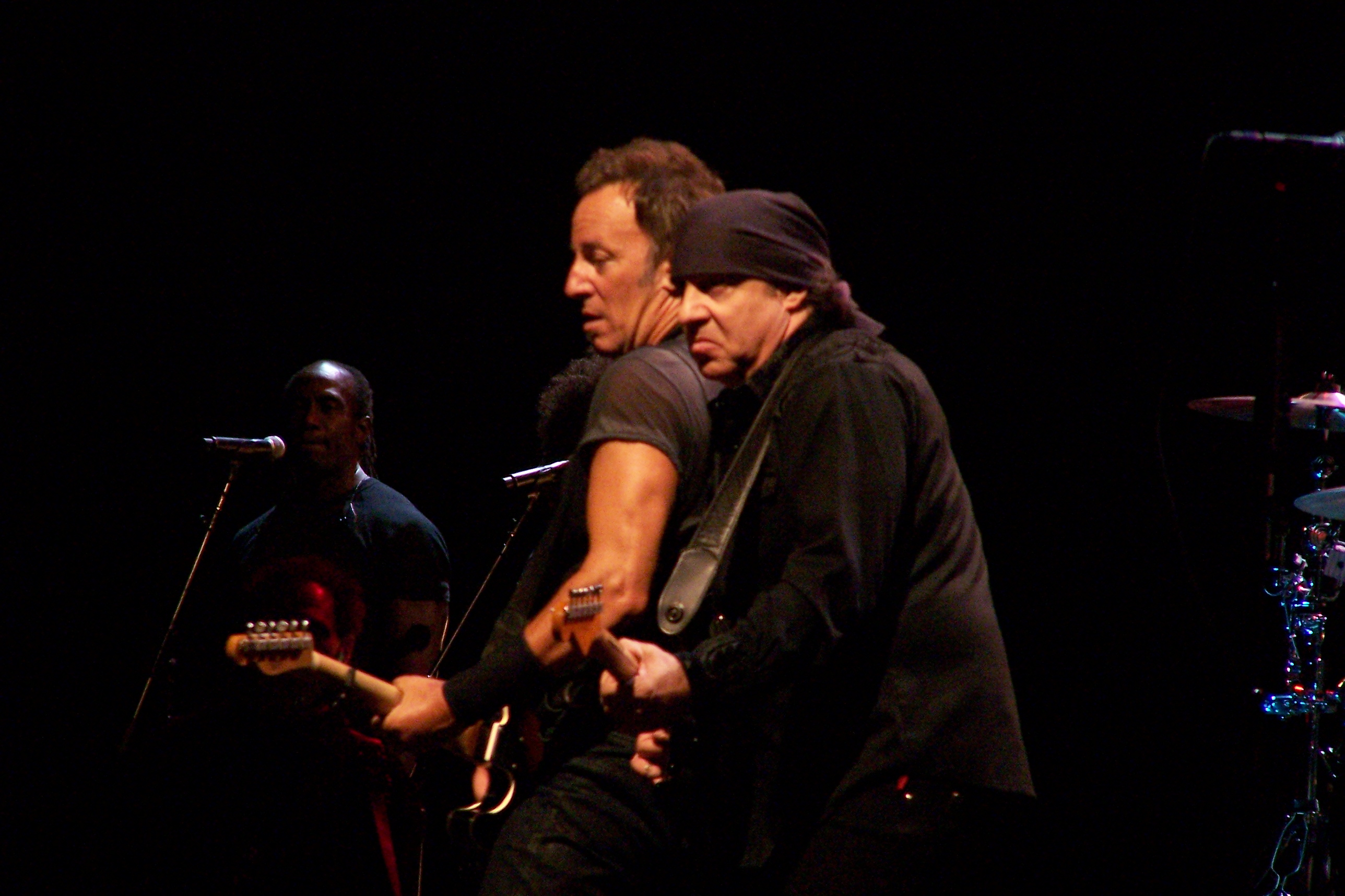
Springsteen and Van Zandt, a l'escenari durant la gira de Working on a Dream, l'1 d'agost de 2009, a Valladolid, Espanya. Foto: Manuel Martínez Pérez.

Més endavant, Van Zandt va tornar a l'E Street Band quan es va tornar a formar (breument el 1995, i de forma continuada des de 1999) i encara hi continua. Llavors, la seva aportació s'havia reduït a guitarra rítmica, degut a l'estatus de Nils Lofgren dins del grup i la seva traça com a guitarra solista. A més, Springsteen havia començat a agafar-se molts més solos durant l'absència de Van Zandt. Malgrat tot, sovint era el segon dels membres de l'E Street Band en protagonisme durant el concert, després de Clarence Clemons, posant per a l'audiència, i de vegades cantant amb la seva veu poc polida i nasal, compartint el micròfon amb Springsteen. Les seves guitarra i veu se senten amb més claredat a les cançons "Glory Days", "Two Hearts", "Long Walk Home" (quan tenia un solo vocal al final de Van Zandt) "Land of Hope and Dreams", "Badlands", "Ramrod", i "Murder Incorporated", entre d'altres com les versions en directe de "Rosalita". Sovint s'intercanvia les veus amb Springsteen a les versions en directe de "Prove it All Night". És força protagonista al vídeo de "Glory Days", compartint el focus amb Springsteen durant els cors, intercanviant-se línies de veu amb ell, i a les versions en directe fa el mateix. Durant l'actuació de l'E Street Band a la Super Bowl de 2009, Van Zandt fou el membre amb més protagonisme del grup, tocant un solo de guitarra al número final, "Glory Days" (encara que a la mescla no se sentia el solo), i compartint la veu principal i fent broma amb Springsteen.

### Compositor, arranjador, productor
Van Zandt va fer de compositor i productor per un grup de la costa de Nova Jersey, Southside Johnny and the Asbury Jukes entre mitjans i finals de la dècada de 1970. Va compondre la seva cançó emblemàtica, "I Don't Wanna Go Home", va escriure altres cançons per a ells en col·laboració amb Springsteen, i va produir el seu disc de més èxit, Hearts of Stone. Amb això, Van Zandt fou reconegut com a peça clau del so Jersey Shore. Van Zandt va passar a fer de co-productor als discos clàssics de Springsteen Darkness on the Edge of Town, The River, i Born in the U.S.A.. El 1989, Jackson Browne va fer una versió de la cançó de Van Zandt de 1983 "I Am A Patriot" al seu disc World in Motion. Van Zandt ha produït uns quants discos més.
L'any 1989 Van Zandt va compondre "While You Were Looking at Me" per al disc de Michael Monroe Not Fakin' It i fou el coautor dels èxits en vídeo "Dead, Jail or Rock'n Roll" i "Smoke Screen". Va arranjar i va fer veus d'acompanyament en algunes cançons del disc. El 1993, Van Zandt va escriure i produir "All Alone on Christmas" per a la banda sonora de la pel·lícula de Chris Columbus Sol a casa 2: Perdut a Nova York, que va suposar per a la cantant Darlene Love el seu primer èxit des de "A Fine, Fine Boy" de 1963, trenta-un anys abans.
In 1994, Van Zandt va produir l'àlbum de debut del grup punk Demolition 23. També fou el coautor de sis de les cançons del disc. El 1995, Van Zandt va ajudar Meat Loaf amb la cançó "Amnesty Is Granted" del seu disc "Welcome to the Neighborhood". El 2004, va contribuir la cançó "Baby Please Don't Go" a un disc de Nancy Sinatra.

### En solitari
Van Zandt va plegar oficialment de l'E Street Band el 1984, però va tornar-hi el 1999. Des de 1984 s'ha implicat en nombrosos projectes musicals en solitari i en col·laboració, fent des de música soul a hard rock o world music. En concret, va publicar quatre discos als anys 1980 i un el 1999, de vegades com a líder del grup Little Steven and the Disciples of Soul. Van Zandt ha escrit que aquests discos són elements d'un cicle conceptual en cinc parts. El primer, de 1982, titulat Men Without Women, és el que va tenir més èxit de crítica (Jay Cocks de la revista Time el va nomenar un dels deu millors discos de l'any), mentre que la seva continuació de 1984, Voice of America, és el que va tenir més èxit a les llistes americanes, encara que cap d'ells va tenir gaire èxit comercial. Amb Voice of America, la seva música es va convertir en política explícitament, amb un tema central d'oposició a la política exterior nord-americana de l'època de Ronald Reagan.
Continuant la seva implicació en els problemes de la seva època, el 1985 va crear el grup activista de la indústria musical Artists United Against Apartheid per fer una acció contra el resort turístic de Sun City a Sud-àfrica. Quaranta-nou artistes, incloent-hi Springsteen, U2, Bob Dylan, Pete Townshend, Joey Ramone, Tom Petty, Afrika Bambaataa i Run DMC, van col·laborar en una cançó anomenada "Sun City" on es comprometien a no tocar-hi mai. La cançó va tenir un èxit modest, i va tenir un paper en l'esforç internacional per acabar amb l'apartheid.
El 1987, va publicar el disc Freedom - No Compromise, que continuava amb els missatges polítics. Algunes actuacions d'aquell any com a teloner de la gira d'U2 pel disc The Joshua Tree continuaven en la mateixa línia – va dir que Oliver North era un "malparit criminal" – però no van caure bé en algunes audiències. Tant el disc com els concerts van ser ben rebuts a Europa.
El seu quart disc, Revolution, de 1989, va passar gairebé desapercebut. El seu disc següent, titulat Born Again Savage es va publicar el 1999. Des de llavors, Van Zandt ha gravat un altre disc, Nobody Loves and Leaves Alive amb el seu grup the Lost Boys. Encara que el disc encara no s'ha publicat, se'n van sentir tres cançons a la sèrie The Sopranos: "Nobody Loves and Leaves Alive", "Affection", i "Come for Me". "Affection" es va publicar al disc The Sopranos: Peppers & Eggs (Music From the HBO Original Series).

### Actor
En tota la seva carrera, no va tenir mai cap experiència com a actor. Sempre s'havia concentrat en la música, participant en diferents grups i component cançons. No va ser fins al 1999 que va decidir de presentar-se a les proves per un paper a la sèrie "The Sopranos". A partir de llavors, ha fet alguna altra vegada d'actor.

#### The Sopranos
El 1999, Van Zandt va aconseguir un dels papers principals a The Sopranos, fent el paper del consigliere mafiós i propietari d'un club de striptease Silvio Dante, assenyat però letal. Van Zandt no tenia cap experiència com a actor, i fou el creador de la sèrie, David Chase, qui va decidir de donar-li el paper. Van Zandt va explicar com va anar l'elecció en un programa de ràdio.
Van Zandt fou escollit per presentar l'entrada de The Rascals al Rock and Roll Hall of Fame el 1997. Els membres originals de The Rascals estaven barallats de feia anys, a Van Zandt li preocupava que la presentació i l'actuació següent acabés en un fiasco públic retransmès en directe per televisió. Per evitar confrontacions, Van Zandt es va posar un vestit de lord anglès decimonònic i va fer una presentació en clau d'humor en comptes del discurs més tradicional dels altres presentats. Els Rascals portaven el mateix tipus de vestit quan van debutar a nivell nacional el 1965. Chase, que ja era admirador de la música de Van Zandt, va veure aquesta actuació a la televisió, va trobar-lo molt divertit, i es va posar en contacte amb ell al cap d'uns quants dies. Llavors de descobrir que no tenia cap experiència com a actor. Van Zandt tenia reticències a presentar-se al càsting, però al final va cedir. La primera prova va ser per al paper del protagonista, Tony Soprano. No obstant, Van Zandt volia que aquest paper fos per a un actor de veritat. El personatge de Silvio Dante estava basat en un personatge creat per a una història curta escrita per Van Zandt.
El seu paper a The Sopranos va guanyar en importància en temporades posteriors, sobretot a la sisena. La seva esposa en la vida real, Maureen Van Zandt, és actriu i també va fer aparicions esporàdiques a The Sopranos fent de l'esposa d'en Silvio, Gabriella Dante.
L'actuació de Van Zandt com a Silvio fou molt ben rebuda però Steven va dir que no tenia interès a actuar fora de la sèrie The Sopranos. No obstant, ha aparegut en alguns altres projectes.

#### Tussels in Brussels
Van Zandt va fer la veu en off de la biografia de The Hives al DVD del seu concert Tussles in Brussels (2004).

#### Hotel Cæsar
El 2010, Van Zandt va fer d'ell mateix a la sèrie noruega Hotel Cæsar, que es va emetre al canal comercial principal de Noruega, TV2 Norway.

#### Lilyhammer
El 2011, va fer de protagonista, coguionista i productor executiu en una sèrie en anglès i noruec titulada Lilyhammer, un programa original de Netflix. A la sèrie, Van Zandt reprèn un paper estil "Sopranos" d'ex-mafiós que fuig a Noruega per escapar-se d'un col·lega contra qui havia testificat. La sèrie es va estrenar el 25 de gener de 2012 amb una audiència rècord de 998.000 persones (un cinquè de la població de Noruega), i ha continuat fins a la tercera temporada.

### Presentador de ràdio i empresari
Presentador de ràdio
Des de 2002, Van Zandt presenta Little Steven's Underground Garage, un programa de ràdio setmanal que s'emet per múltiples emissores i es dedica al garage rock i altres subgèneres del rock des dels anys 50 fins a l'actualitat. El desembre de 2006, el programa se sentia en més de 200 emissores nord-americanes i algunes d'internacionals. Per exemple, a Espanya s'emetia per Rock & Gol; Radio Helsinki va començar a emetre Little Steven's Underground Garage l'agost de 2008.
El 20 d'octubre de 2011, es va gravar el programa número 500 amb públic, omplint el Hard Rock Cafe de Times Square a Nova York. Van venir de convidats el grup Green Day; Steve Buscemi, protagonista de The Sopranos i Boardwalk Empire; Vincent Pastore, també de The Sopranos; l'actor i director Tim Robbins; i la cantant Debbie Harry del grup Blondie.
Director de programació
Steven també és el director de programació de dos canals de ràdio de la xarxa Sirius Satellite Radio. Els canals se senten contínuament via satèl·lit als Estats Units i a tot el món per Sirius Internet Radio. Un canal, anomenat Underground Garage, té la mateixa filosofia i objectius musicals que el programa de ràdio. Alguns presentadors del canal són el primer productor i mànager dels Rolling Stones, Andrew Loog Oldham, la cantant i guitarrista Joan Jett, l'antic executiu discogràfic Kid Leo, el cantant punk Handsome Dick Manitoba, i l'empresari de rock Kim Fowley. El segon canal, anomenat Outlaw Country, presenta la cara més rebel de la música country, tant clàssica com contemporània.
Discogràfica
El desembre de 2006, Little Steven va engegar la seva pròpia discogràfica, Wicked Cool Records.
El primer grup de discos que va publicar Wicked Cool eren els nous discos d'alguns grups favorits d'Underground Garage. Continua publicant discos nous de la nova generació de rockers de garatge, així com volums de Little Steven's Underground Garage presents The Coolest Songs in the World, recopilacions de cançons seleccionades de la secció més popular del programa de ràdio Underground Garage, que s'anomena "Coolest Song in the World This Week".

### FundacióRock and Roll Forever
El 2007, Van Zandt va posar en marxa la seva Fundació Rock and Roll Forever. La primera actuació de la fundació és Rock and Roll High School, una antologia cronològica que segueix la història del Rock and Roll des de les arrels fins a l'actualitat, destacant l'impacte cultural i el significat de cada època del gènere, i relacionant-lo amb els esdeveniments i canvis que van tenir lloc en la història del país i del món. El programa, amb suport de l'editorial Scholastic i l'Associació Nacional per a l'Educació Musical, ha preparat tot un temari sencer per ensenyar-lo com a assignatura en escoles i instituts. El temari és gratuït i s'anomena "Rock and Roll: An American Story"; se'n poden trobar els materials a www.teachrock.org.

### Director musical
El 2007, Van Zandt fou nomenat director del comitè de selecció de música per al vídeojoc Rock Band; és l'encarregat de seleccionar música nova per al joc.

### Activisme
Després de plegar de l'E Street Band el 1984, Van Zandt va utilitzar la seva fama com a músic per fer activisme a favor dels drets humans. Va lluitar contra els problemes de l'apartheid que hi havia a Sud-àfrica, creant un grup anomenat Artists United Against Apartheid.
El grup el van crear el 1985 Van Zandt i el productor Arthur Baker. Van aconseguir d'aplegar 54 artistes per grava un disc anomenat Sun City per conscienciar el públic sobre l'apartheid. El nom provenia d'un complex turístic a Sud-àfrica pensat per a turistes blancs i rics. El complex complia les polítiques racistes de l'apartheid, però molts artistes famosos hi actuaven. Alguns dels músics que van participar en aquest disc foren Bruce Springsteen, Peter Gabriel, Miles Davis, Bob Dylan, i Lou Reed.
El projecte "Sun City" havia de ser originalment una sola cançó, però altres músics van contribuir-hi més cançons i al final es va convertir en un àlbum sencer. "Sun City" fou una de les primers col·laboracions entre estrelles de la música per donar suport a una causa política en comptes de social. Al final, van aconseguir recaptar més d'un milió de dòlars a favor de grups anti-apartheid. L'objectiu principal del disc i la fundació era atraure l'atenció cap a la política racista de Sud-àfrica i promoure un boicot cultural del país.
Més endavant, Steven Van Zandt va treballar per conscienciar sobre la interferència de l'exèrcit nord-americà en governs d'Amèrica Central i altres problemes.

## Vida privada
Van Zandt està casat amb l'actriu Maureen Van Zandt (abans Maureen Santoro), que va fer el paper de la seva dona Gabriella Dante a la sèrie de televisió The Sopranos. Es van casar a Nova York el 31 de desembre de 1982. Bruce Springsteen va ser el padrí de la cerimònia, i la va oficiar el Reverend Richard Penniman (Little Richard). El cantant Percy Sledge va cantar la seva cançó clàssica "When a Man Loves a Woman" al convit.

## Discografia
- Little Steven
  - Men Without Women (1982) US #118
  - Voice of America (1984) US # 55
  - Freedom - No Compromise (1987) US #80
  - Revolution (1989)
  - Born Again Savage (1999)
  - Greatest Hits (1999)

- Bruce Springsteen
  - Greetings from Asbury Park, N.J. (1973) – efectes sonors
  - Born to Run (1975)
  - Darkness on the Edge of Town (1978)
  - The River (1980)
  - Born in the U.S.A. (1984)
  - Live/1975-85 (1986)
  - Greatest Hits (1995)
  - Blood Brothers (1996)
  - Tracks (1998)
  - 18 Tracks (1999)
  - Live in New York City (2001)
  - The Rising (2002)
  - The Essential Bruce Springsteen (2003)
  - Hammersmith Odeon London '75 (2006)
  - Magic (2007)
  - Magic Tour Highlights (2008)
  - Working on a Dream (2009)
  - The Promise (2010)
  - Wrecking Ball (2012)
  - High Hopes (2014)

- Southside Johnny & The Asbury Jukes
  - I Don't Want To Go Home (1976)
  - Live at the Bottom Line (1976)
  - This Time It's for Real (1977)
  - Hearts of Stone (1978)
  - Havin' a Party (1979)
  - Better Days (1991)
  - Jukebox (2007)

- Ronnie Spector & The E Street Band
  - "Say Goodbye To Hollywood" / "Baby Please Don't Go" (1977)

- Gary U.S. Bonds
  - Dedication (1981)
  - On the Line (1982)
  - Standing in the Line of Fire (1984)

- Artists United Against Apartheid
  - Sun City (1985)

- Iron City Houserockers
  - Have a Good Time but Get out Alive! (1980)

- Meat Loaf
  - Welcome to the Neighborhood (1995)

- Davie Allan & The Arrows
  - Fuzz for the Holidays (2004)

## Televisió
- Lilyhammer (2012–)
- The Sopranos (1999–2007)